# Осипов, Владимир Николаевич (публицист)
Влади́мир Никола́евич О́сипов (9 августа 1938, деревня Чижиково Псковской области — 20 октября 2020, Москва) — русский публицист и общественный деятель, политик, диссидент, сопредседатель Союза православных братств. Глава союза «Христианское возрождение» (СХВ), движения «Сопротивление Новому Мировому Порядку» (ДСНМП), член Главного Совета Союза русского народа и Союза писателей России.

## Биография
Родился в семье сельских учителей. Крещён в 1944 году в городе Пугачёв Саратовской области, находясь в эвакуации.
Окончил в 1955 году среднюю школу в городе Сланцы. В 1955—1959 годах учился на историческом факультете МГУ. Был членом ВЛКСМ. Отчислен из комсомола и института за выступление в поддержку арестованного КГБ однокурсника А. М. Иванова, после чего доучивался заочно.
Работал учителем истории в 727 школе города Москвы.
В 1960—1961 годах входил в число организовывавших молодёжные собрания у памятника Маяковскому в Москве (а также составил проект подпольной анархо-синдикалистской организации). За организацию этих встреч был арестован 6 октября 1961 года и осуждён Мосгорсудом 9 февраля 1962 года по ст. 70 ч. 1 УК РСФСР («Антисоветская агитация и пропаганда»). В 1962—1968 годах находился в заключении в Дубравлаге (Мордовия). Стал, по его собственным словам, «убеждённым православным монархистом и русским националистом».
После освобождения в октябре 1968 года работал на вагоностроительном заводе в Калинине (ныне — Тверь), позже — грузчиком на хлопчатобумажном комбинате в городе Струнино Владимирской области, затем бойцом пожарной охраны в городе Александрове.
В 1971—1974 годах издавал машинописный журнал «Вече», имевший православно-патриотическую направленность и выходивший тиражом 50-100 экземпляров. Указывал на обложке журнала свою фамилию и адрес. Также издал один номер журнала «Земля». За издание журналов, признанных распоряжением руководителя КГБ Ю. В. Андропова «антисоветскими», был арестован 28 ноября 1974 года и приговорён Владимирским областным судом 26 сентября 1975 года снова по ст. 70 УК РСФСР к восьми годам лишения свободы. Виновным себя не признал. В 1975—1982 годах был в заключении в лагерях для политзаключённых в Дубравлаге. Принимал участие в акциях протеста против произвола лагерной администрации, за что водворялся в ШИЗО и ПКТ.
После освобождения в ноябре 1982 года работал на местном экспериментальном заводе художественных промыслов в Тарусе Калужской области, где находился под строгим административным надзором в течение 3 лет.
В 1987 году возобновил издание православно-патриотического журнала «Земля».
В 1988 году организовал группу «За духовное и биологическое освобождение народа», на основе которой им был создан 17 декабря 1988 «Христианский патриотический союз», переименованный в январе 1990 года в Союз «Христианское Возрождение».
В 1991 году полностью реабилитирован, после чего проживал в городе Долгопрудный Московской области.
С 1994 года — член Союза писателей России. Автор трёх книг публицистической направленности.
В 2010 году городской прокурор Александрова обращался в суд с заявлением о признании экстремистским материалом книги Осипова «Корень нации. Записки русофила». Процесс шёл более двух лет, в марте 2013 года прокурор отозвал заявление.
Три раза был женат: на Аиде Топешниковой, Адели Найденович и Валентине Цехмистер (Машковой). Дети: сын и дочь.
Скончался 20 октября 2020 года в Москве на следующий день после госпитализации в реанимацию ГКБ № 33 г. Москвы с симптомами коронавирусной инфекции.

## Издания
- Вече № 5 // Вольное слово. Самиздат. Избранное. Документальная серия. Вып. 9-10. — Франкфурт-на-Майне: «Посев», 1973.
- Из журнала «Вече» № 7, 8, 9, 10 // Вольное слово. Самиздат. Избранное. Документальная серия. Вып. 17-18. — Франкфурт-на-Майне: «Посев», 1975.
- Осипов В. Н. Три отношения к Родине Архивная копия от 28 января 2020 на Wayback Machine — Франкфурт-на-Майне: «Посев», 1978. — 224 с.
- Осипов В. Н. Русское поле. Сборник статей и очерков 1989—1996 гг. — М.: «Десница», 1998. — 170 с.
- Осипов В. Н. «Дубравлаг» Архивная копия от 11 января 2019 на Wayback Machine. — М.: «Наш современник», 2003. — 200 с.
- Владимир Осипов. Корень нации. Записки русофила. — М.: Алгоритм, 2008. — 622 с. — ISBN 978-5-9265-0482-5.
- Владимир Осипов. Возрождение русской идеологии. — М.: Алгоритм, 2012. — 720 с. — ISBN 978-5-4261-0015-2.
- Владимир Осипов. Корень нации. Записки русофила. — М.: Алгоритм, 2012. — 624 с. — ISBN 978-5-4438-0046-2.

## Исследования
- Philip Walters, Vladimir Osipov: Loyal opposition? // Religion in Communist Lands, 5,4 (December 1977), 229—234.